# Jorma Tommila
Jorma Tommila (nascut el 1959) és un actor finlandès. Va guanyar els Premi Jussi al millor actor el 1997 i va interpretar a Aatami Korpi a la pel·lícula Sisu (2022).

## Primrs anys
Tommila va néixer a Rauma (Finlàndia) i va passar la seva joventut a Kiukainen. El seu pare va morir quan Jorma tenia quatre anys, després de patir lesions als pulmons a la Segona Guerra Mundial. Tommila va ser criat per la seva mare, i la seva germana gran Kielo Tommila també és actriu. Viu amb la seva família a Vaasa. Està casat amb l'actriu Ida Helander-Tommila, la germana del director Jalmari Helander. És el pare d’Onni Tommila, que també és actor.

## Carrera
Mentre estava a l'Acadèmia de Teatre d'Helsinki el 1987, Tommila va ser un dels quatre membres fundadors de Jumalan teatteri (Teatre de Déu), un grup de teatre finlandès que feia art escènic experimental i radical, les seves actuacions incloïen la nuesa frontal completa, l'encesa d'extintors i els intèrprets llançant les femtes a la multitud. Els quatre van ser detinguts i multats i condemnats a penes de presó suspeses. També van ser expulsats de l'acadèmia, i l'expulsió va provocar protestes dels companys d'estudis.
El 1997, Tommila va guanyar el Premi Jussi al millor actor pel seu paper a la pel·lícula Joulubileet, dirigida pel company fundador del seu grup de teatre Jari Halonen.
El personatge de Tommila a la pel·lícula Sisu, filmada a Lapònia amb un pressupost de 6 milions d'euros, s'ha comparat amb Rambo (interpretat per Sylvester Stallone) a la pel·lícula de 1982, i amb John Wick (interpretat per Keanu Reeves). També s'ha descrit com una "nova icona de cinema d'acció".
Tommila interpreta a Aatami Korpi, un excomando i buscador d'or que aconsegueix l'or però els soldats nazis li roben el seu botí. Korpi, amb coratge i "determinació inimaginable davant les probabilitats aclaparadores", es converteix en "un esquadró de la mort d'un sol home que farà tot el possible per recuperar el seu or, fins i tot si això suposa matar-hi tots els nazis que se li creuin". Pel paper, Tommila va guanyar el premi al millor actor al Festival de Sitges l'any 2022.

## Pfilmografia parcial
| Any  | Títol                                   | Paper             | Notes             |
| ---- | --------------------------------------- | ----------------- | ----------------- |
| 1992 | Back to the USSR – takaisin Ryssiin     | Reima Elo         | També coguionista |
| 1995 | Lipton Cockton in the Shadows of Sodoma | Lipton Cockton    |                   |
| 1996 | Joulubileet                             | Bona Merenkylä    | També coproductor |
| 2000 | Bad Luck Love                           | Ali               |                   |
| 2003 | Raid                                    | Legionari francès |                   |
| 2004 | Vares – yksityisetsivä                  | Antero Kraft      |                   |
| 2007 | Suden vuosi                             | Jarkko Salminen   |                   |
| 2009 | Muukalainen                             | Pare              |                   |
| 2010 | Rare Exports: A Christmas Tale          | Rauno Kontio      |                   |
| 2014 | Caça major                              | Tapio Kontio      |                   |
| 2022 | Sisu                                    | Aatami Korpi      |                   |